# 大叶桂
大叶桂（学名：Cinnamomum iners）是樟科肉桂属的植物。分布在印度、缅甸、斯里兰卡、中南半岛、印度尼西亚、马来西亚以及中国大陆的云南、广西、西藏等地，生长于海拔140米至1,000米的地区，见于山谷路边、疏林及密林中，目前尚未由人工引种栽培。